# Okręgowe ligi polskie w piłce nożnej (1937/1938)

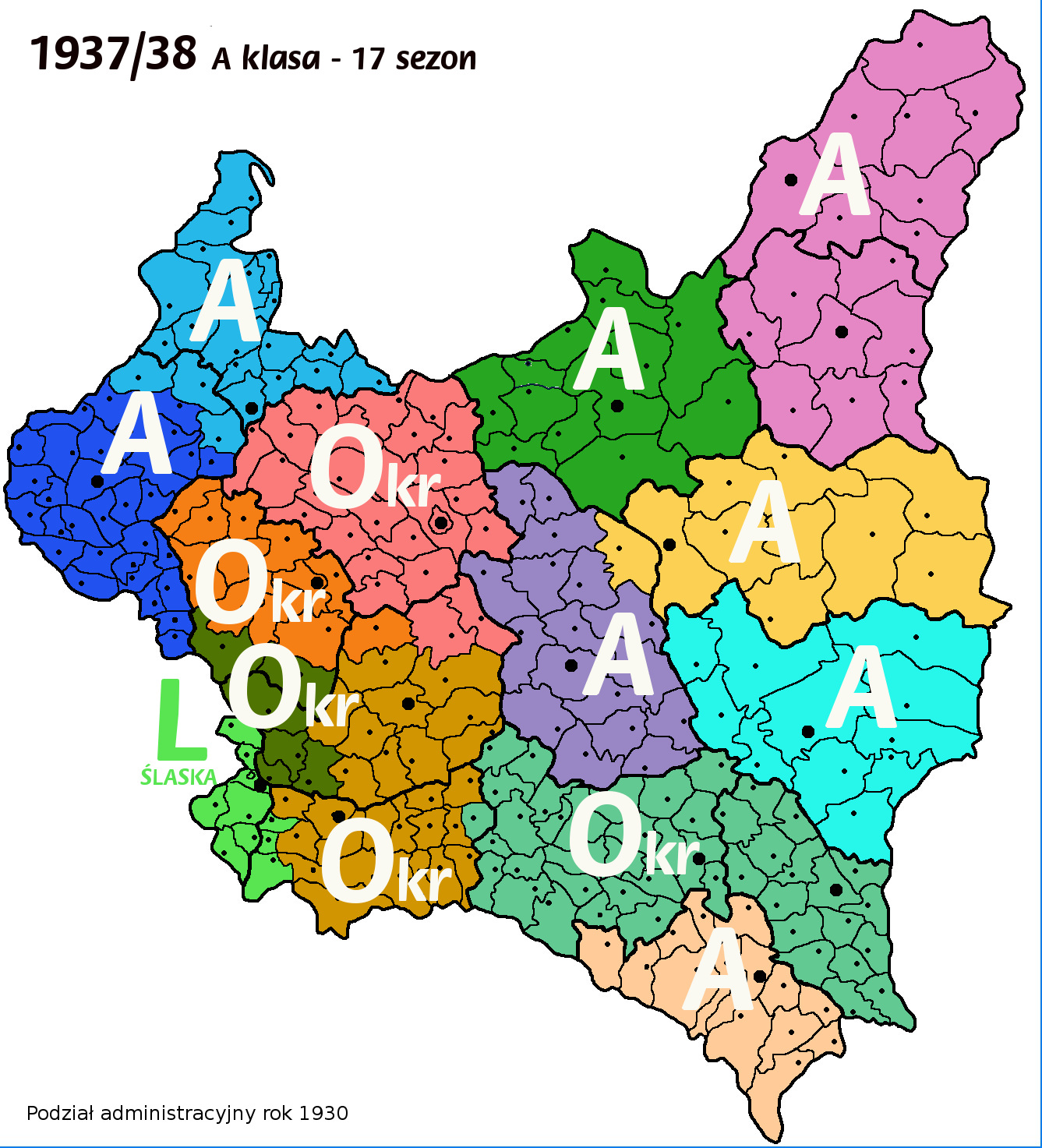
1937/38 rok A klasa

Okręgowe rozgrywki w piłce nożnej w sezonie 1937/1938 odbywały się w 14 okręgach, a ich najwyższym poziomem była klasa A lub liga okręgowa. Mistrzowie okręgów spotykali się w eliminacjach walcząc o awans do Ligi.
| Poziomy rozgrywkowe w sezonie 1937/1938 | Poziomy rozgrywkowe w sezonie 1937/1938 | Poziomy rozgrywkowe w sezonie 1937/1938 | Poziomy rozgrywkowe w sezonie 1937/1938 |
| Rozgrywki                               | P                                       | Nazwa                                   | Nazwa                                   |
| --------------------------------------- | --------------------------------------- | --------------------------------------- | --------------------------------------- |
| Centralne                               | I                                       | Liga                                    | Liga                                    |
| Okręgowe (14 okręgów)                   | II                                      | A Klasa (8 okręgów)                     | Liga okręgowa Liga Śląska (6 okręgów)   |
| Okręgowe (14 okręgów)                   | III                                     | B klasa                                 | A klasa                                 |
| Okręgowe (14 okręgów)                   | IV                                      | C klasa                                 | B klasa                                 |
| Okręgowe (14 okręgów)                   | V                                       |                                         | C klasa                                 |

## Rozgrywki okręgowe

### Mistrzostwa ligi okręgowej Białostockiego OZPN
- mistrz: WKS Grodno

| Poz. | Drużyna                   | M  | Z  | R | P  | Bramki | Punkty |
| ---- | ------------------------- | -- | -- | - | -- | ------ | ------ |
| 1    | WKS Grodno                | 12 | 11 | 1 | 0  | 57-10  | 23     |
| 2    | Makabi Grodno             | 12 | 7  | 2 | 3  | 26-19  | 16     |
| 3    | ŻKS Makabi Białystok      | 11 | 6  | 2 | 3  | 25-17  | 14     |
| 4    | Ognisko Białystok         | 11 | 5  | 2 | 4  | 20-14  | 12     |
| 5    | Warmia Grajewo            | 10 | 4  | 1 | 5  | 26-16  | 9      |
| 6    | Hapoel Białystok          | 12 | 2  | 2 | 8  | 14-56  | 6      |
| 7    | ŁKS Łomża                 | 12 | 0  | 0 | 12 | 0-36   | 0      |
| 8    | WKS Jagiellonia Białystok | 0  | 0  | 0 | 0  | 0      | 0      |

- Tabela niekompletna, najprawdopodobniej nie rozegrano 2 meczów.
- ŁKS Łomża za nie uregulowane składki został wykluczony z rozgrywek, wszystkie ich mecze zweryfikowano jako walkower 0:3.
- WKS Jagiellonia Białystok wycofał się z rozgrywek, wszystkie mecze anulowano.
- Z klasy B awansowały Strzelec Białystok, Makabi Łomża, Cresovia Grodno.

### Mistrzostwa ligi okręgowej Krakowskiego OZPN
- mistrz: Garbarnia Kraków

### Mistrzostwa ligi okręgowej Lubelskiego OZPN
- mistrz: WKS Unia Lublin

| Poz. | Drużyna             | M  | Z    | R    | P    | Bramki | Punkty |
| ---- | ------------------- | -- | ---- | ---- | ---- | ------ | ------ |
| 1    | WKS Unia Lublin     | 10 | b.d. | b.d. | b.d. | b.d.   | b.d.   |
| 2    | LWS Lublin          | 10 | b.d. | b.d. | b.d. | b.d.   | b.d.   |
| 3    | WKS 7 PP Chełm      | 10 | b.d. | b.d. | b.d. | b.d.   | b.d.   |
| 4    | WKS/LOT Dęblin      | 10 | b.d. | b.d. | b.d. | b.d.   | b.d.   |
| 5    | Lewart Lubartów (b) | 10 | b.d. | b.d. | b.d. | b.d.   | b.d.   |
| 6    | Hetman Zamość       | 10 | b.d. | b.d. | b.d. | b.d.   | b.d.   |

- Spadek Hetman Zamość, nikt nie awansował.

### Mistrzostwa ligi okręgowej Lwowskiego OZPN
- mistrz: Czarni Lwów

| Poz. | Drużyna              | M  | Z    | R    | P    | Bramki | Punkty |
| ---- | -------------------- | -- | ---- | ---- | ---- | ------ | ------ |
| 1    | Czarni Lwów          | 26 | b.d. | b.d. | b.d. | 74-29  | 40     |
| 2    | Ukraina Lwów         | 26 | b.d. | b.d. | b.d. | 60-44  | 32     |
| 3    | Polonia Przemyśl     | 26 | b.d. | b.d. | b.d. | 54-45  | 32     |
| 4    | Hasmonea Lwów        | 26 | b.d. | b.d. | b.d. | 40-28  | 31     |
| 5    | Lechia Lwów          | 26 | b.d. | b.d. | b.d. | 40-28  | 28     |
| 6    | Pogoń 1b Lwów        | 26 | b.d. | b.d. | b.d. | 61-57  | 26     |
| 7    | Junak Drohobycz (b)  | 26 | b.d. | b.d. | b.d. | 56-52  | 26     |
| 8    | WKS/Ognisko Jarosław | 26 | b.d. | b.d. | b.d. | 51-61  | 26     |
| 9    | Pogoń Stryj (b)      | 26 | b.d. | b.d. | b.d. | 69-57  | 25     |
| 10   | Resovia              | 26 | b.d. | b.d. | b.d. | 44-51  | 25     |
| 11   | RKS Lwów             | 26 | b.d. | b.d. | b.d. | 30-35  | 25     |
| 12   | Korona Sambor        | 26 | b.d. | b.d. | b.d. | 50-79  | 21     |
| 13   | Czuwaj Przemyśl      | 26 | b.d. | b.d. | b.d. | 36-52  | 19     |
| 14   | Drugi Sokół Lwów     | 26 | b.d. | b.d. | b.d. | 18-61  | 8      |

- Przed sezonem drużyna Pogoni Stryj przeniosła się ze Stanisławowskiego OZPN i została dołączona do rozgrywek ligi okręgowej.
- Po zakończeniu sezonu protest złożyły władze Czuwaju w związku z grą nieuprawnionego zawodnika Pogoni Stryj[1]. Ponadto decyzją PZPN Koronie Sambor przywrócono trzy punkty wcześniej odebrane przez OZPN we Lwowie[2]
- Degradacja: Czuwaj Przemyśl, Drugi Sokół Lwów; awans z klasy A: Sian Przemyśl.

### Mistrzostwa ligi okręgowej Łódzkiego OZPN
- mistrz: Union-Touring Łódź

### Mistrzostwa ligi okręgowej Poleskiego OZPN
- mistrz: Pogoń Brześć

### Mistrzostwa ligi okręgowej Pomorskiego OZPN
- mistrz: Gryf Toruń

| Poz. | Drużyna                 | M  | Z    | R    | P    | Bramki | Punkty |
| ---- | ----------------------- | -- | ---- | ---- | ---- | ------ | ------ |
| 1    | Gryf Toruń              | 14 | b.d. | b.d. | b.d. | 33-9   | 23     |
| 2    | Ciszewski Bydgoszcz (b) | 14 | b.d. | b.d. | b.d. | 50-17  | 20     |
| 3    | Unia Tczew              | 14 | b.d. | b.d. | b.d. | 27-25  | 18     |
| 4    | Bałtyk Gdynia           | 14 | b.d. | b.d. | b.d. | 34-20  | 17     |
| 5    | TKS/Pomorzanin Toruń*   | 14 | b.d. | b.d. | b.d. | 34-47  | 15     |
| 6    | Polonia Bydgoszcz       | 14 | b.d. | b.d. | b.d. | 26-41  | 10     |
| 7    | PPW Grudziądz           | 14 | b.d. | b.d. | b.d. | 19-40  | 6      |
| 8    | WKS Inowrocław          | 14 | b.d. | b.d. | b.d. | 9-43   | 1      |

- W trakcie sezonu TKS Toruń przejęty przez Pomorzanina Toruń.
- Spadek WKS Inowrocław, z klasy B awansowała Kotwica Gdynia.

### Mistrzostwa ligi okręgowej Poznańskiego OZPN
- mistrz: Legia Poznań
- wicemistrz: KPW Poznań
- III miejsce: HCP Poznań
- 4: Polonia Leszno
- 5: Polonia Poznań
- 6: Korona Poznań
- uczestniczyła także Warta II Poznań, ale nie została sklasyfikowana decyzją PozOZPN

### Mistrzostwa ligi okręgowej Stanisławowskiego OZPN
- mistrz: Rewera Stanisławów

### Mistrzostwa ligi okręgowej Śląskiego OZPN
- mistrz: Śląsk Świętochłowice

### Mistrzostwa ligi okręgowej Warszawskiego OZPN
- mistrz: KP Legia Warszawa

### Mistrzostwa ligi okręgowej Wileńskiego OZPN
- mistrz: Makkabi Wilno

### Mistrzostwa ligi okręgowej Wołyńskiego OZPN
- mistrz: PKS Łuck

### Mistrzostwa ligi okręgowej Zagłębiowskiego OZPN
- mistrz: Zagłębie Dąbrowa Górnicza

## Eliminacje o I ligę
O wejście do Ligi walczyło 14 drużyn, podzielonych na 4 grupy. Jako 15 drużyna został dopuszczony Dąb Katowice. Klub został zawieszony w prawach członka ligi piłkarskiej do 15 sierpnia 1937 za przekupstwo bramkarza Śląska Świętochłowice Alfreda Mrozka. W związku z tym KS Dąb został sklasyfikowany na ostatnim miejscu tabeli. Na skutek próśb władze PZPN dopuściły Dąb do rozgrywek Ligi Śląskiej w sezonie 1937/38. Do finału wchodziły tylko mistrzowie grup.

### Tabela grupy I
|   | Klub                      | M | Pkt | Z | R | P | Br+ | Br− | Uwagi |
| 1 | Union-Touring Łódź        | 6 | 10  | 5 | 0 | 1 | 17  | 4   |       |
| 2 | Zagłębie Dąbrowa Górnicza | 6 | 7   | 3 | 1 | 2 | 15  | 11  |       |
| 3 | KP Legia Warszawa         | 6 | 6   | 3 | 0 | 3 | 9   | 13  |       |
| 4 | WKS Unia Lublin           | 6 | 1   | 0 | 1 | 5 | 5   | 18  |       |

Legenda:
|  | Awans do finału |

### Wyniki
```
Union-Touring Łódź             xxx 5-0 0-1 3-1
Zagłębie Dąbrowa Górnicza      1-2 xxx 5-0*3-0
Legia Warszawa                 1-4 1-3 xxx 3-1
WKS Unia Lublin                0-3 3-3*0-3 xxx
```

```
* Mecz WKS Unia - Legia 1-0 zweryfikowany jako walkower (według Radoń)
[
3
]
.
* Legia - Zagłębie 1-1 według FUJI, 1-3 według Radoń.
```

### Tabela grupy II
|   | Klub                 | M | Pkt | Z | R | P | Br+ | Br− | Uwagi |
| 1 | Śląsk Świętochłowice | 4 | 6   | 3 | 0 | 1 | 11  | 4   |       |
| 2 | Legia Poznań         | 4 | 4   | 1 | 2 | 1 | 8   | 8   |       |
| 3 | Gryf Toruń           | 4 | 2   | 0 | 2 | 2 | 6   | 13  |       |

Legenda:
|  | Awans do finału |

### Wyniki
```
Śląsk Świętochłowice           xxx 1-2 5-1
Legia Poznań                   1-2 xxx 3-3
Gryf Toruń                     0-3 2-2 xxx
```

### Tabela grupy III
|   | Klub               | M | Pkt | Z | R | P | Br+ | Br− | Uwagi |
| 1 | Garbarnia Kraków   | 6 | 10  | 5 | 0 | 1 | 28  | 13  |       |
| 2 | Dąb Katowice       | 6 | 7   | 3 | 1 | 2 | 25  | 10  |       |
| 3 | Czarni Lwów        | 6 | 4   | 2 | 0 | 4 | 7   | 22  |       |
| 4 | Rewera Stanisławów | 6 | 3   | 1 | 1 | 4 | 6   | 21  |       |

Legenda:
|  | Awans do finału |

### Wyniki
```
Garbarnia Kraków               xxx 4-2 5-1 7-1
Dąb Katowice                   6-1 xxx 8-0 6-1
Czarni Lwów                    2-7 2-1 xxx 2-0
Rewera Stanisławów             1-4 2-2 1-0 xxx
```

### Tabela grupy IV
|   | Klub          | M | Pkt | Z | R | P | Br+ | Br− | Uwagi |
| 1 | PKS Łuck      | 6 | 10  | 5 | 0 | 1 | 24  | 9   |       |
| 2 | WKS Grodno    | 6 | 8   | 4 | 0 | 2 | 16  | 16  |       |
| 3 | Pogoń Brześć  | 6 | 5   | 2 | 1 | 3 | 15  | 19  |       |
| 4 | Makkabi Wilno | 6 | 1   | 0 | 1 | 5 | 6   | 17  |       |

Legenda:
|  | Awans do finału |

### Wyniki
```
Policyjny KS Łuck              xxx 6-2 3-1 5-1
WKS Grodno                     3-2 xxx 1-0 4-2
Pogoń Brześć                   2-7 6-5 xxx 3-3
Makkabi Wilno                  0-1 0-1*0-3 xxx
```

```
* Mecz Makkabi - Pogoń 1-1 zweryfikowany jako walkower (według Radoń).
```

## Finał

### Tabela grupy finałowej
|   | Klub                 | M | Pkt | Z | R | P | Br+ | Br− | Uwagi |
| 1 | Garbarnia Kraków     | 6 | 10  | 5 | 0 | 1 | 25  | 10  |       |
| 2 | Union-Touring Łódź   | 6 | 9   | 4 | 0 | 2 | 16  | 8   |       |
| 3 | Śląsk Świętochłowice | 6 | 4   | 2 | 1 | 3 | 14  | 21  |       |
| 4 | PKS Łuck             | 6 | 1   | 0 | 1 | 5 | 11  | 27  |       |

Legenda:
|  | Prawo do gry w I lidze w 1939. |

### Wyniki
```
Garbarnia Kraków               xxx 2-1 9-0 5-1
Union-Touring Łódź             3-2 xxx 4-1 2-0
Śląsk Świętochłowice           1-2 0-3 xxx 4-1
Policyjny KS Łuck              4-5 3-3 2-8 xxx
```